# Sean Combs/Auszeichnungen für Musikverkäufe

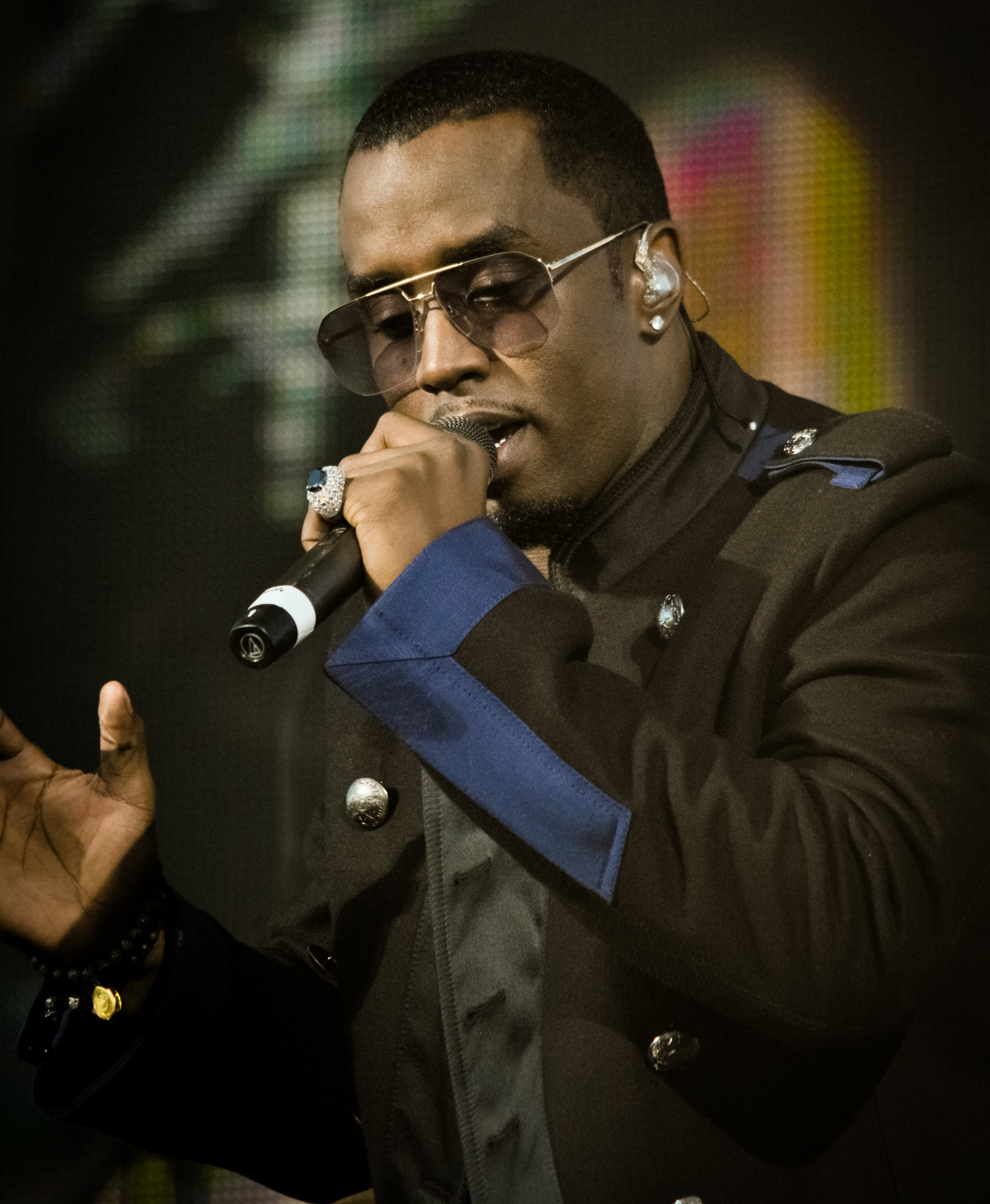
Sean Combs (2010)

Dies ist eine Übersicht über die Auszeichnungen für Musikverkäufe des US-amerikanischen Rappers Sean Combs. Die Auszeichnungen finden sich nach ihrer Art (Gold, Platin usw.), nach Staaten getrennt in chronologischer Reihenfolge, geordnet sowie nach den Tonträgern selbst, ebenfalls in chronologischer Reihenfolge, getrennt nach Medium (Alben, Singles usw.), wieder.

## Auszeichnungen
| - Frankreich - 1998: für die Single Come with Me - 2003: für die Single Bump, Bump, Bump - Vereinigtes Königreich - 2004: für die Single I Don’t Wanna Know (Physisch) - 2013: für die Single Come with Me - 2013: für das Album The Saga Continues - 2017: für die Single Tell Me - 2017: für die Autorenbeteiligung und Produktion Honey (Mariah Carey) - 2017: für die Autorenbeteiligung Talk That Talk (Rihanna) - 2018: für die Autorenbeteiligung und Produktion All Day (Kanye West) - 2019: für die Single Bad Boy For Life - 2019: für die Single Satisfy You - 2019: für die Single Bump, Bump, Bump - 2020: für die Single Last Night - 2020: für die Autorenbeteiligung Touchin, Lovin (Trey Songz) - 2021: für die Single Come to Me - 2021: für die Single I Don’t Wanna Know (Digital) - 2022: für die Single I Need a Girl (Part Two) - 2022: für die Autorenbeteiligung und Produktion What You Want (Mase) - 2023: für das Lied I Need a Girl (To Bella) - 2023: für die Single Unfoolish - 2023: für die Autorenbeteiligung und Produktion Only You (112) - 2023: für die Autorenbeteiligung und Produktion Love Like This (Faith Evans) - 2023: für die Autorenbeteiligung und Produktion One More Chance (The Notorious B.I.G.) - Australien - 1997: für das Album No Way Out - 1997: für die Single Mo Money Mo Problems - 1998: für die Single Come with Me - 2000: für die Autorenbeteiligung und Produktion Feelin’ So Good (Jennifer Lopez) - 2002: für die Single I Need a Girl (Part One) - 2012: für die Autorenbeteiligung Talk That Talk (Rihanna) - Belgien - 1997: für das Album No Way Out - 1999: für die Single Satisfy You - 2004: für die Single I Don’t Wanna Know - Brasilien - 2024: für die Single Coming Home - 2024: für die Single Last Night - Dänemark - 2020: für die Single I’ll Be Missing You - 2021: für die Autorenbeteiligung Juicy (The Notorious B.I.G.) - 2022: für die Single Coming Home - 2022: für die Autorenbeteiligung All Eyes On You (Meek Mill) - 2023: für die Autorenbeteiligung und Produktion Hypnotize (The Notorious B.I.G.) - Deutschland - 1999: für die Single Satisfy You - 2007: für die Single Come to Me - 2018: für die Single I Don’t Wanna Know - 2022: für die Single Bump, Bump, Bump - Frankreich - 1997: für die Single I’ll Be Missing You - 1998: für das Album No Way Out - 2007: für das Album Press Play - Italien - 2017: für die Autorenbeteiligung Old Thing Back (Matoma & The Notorious B.I.G.) - 2021: für die Autorenbeteiligung und Produktion Hypnotize (The Notorious B.I.G.) - 2024: für die Autorenbeteiligung Juicy (The Notorious B.I.G.) - Japan - 1997: für die Autorenbeteiligung und Produktion Honey (Mariah Carey) - 1999: für das Album Forever - Kanada - 2001: für das Album The Saga Continues - 2015: für die Autorenbeteiligung Old Thing Back (Matoma & The Notorious B.I.G.) - 2022: für die Autorenbeteiligung und Produktion Honey (Mariah Carey) - Neuseeland - 1997: für das Album No Way Out - 1997: für die Autorenbeteiligung und Produktion Honey (Mariah Carey) - 1998: für die Autorenbeteiligung und Produktion What You Want (Mase) - 1998: für die Single Come with Me - 2002: für die Single I Need a Girl (Part One) - 2003: für die Single Shake Ya Tailfeather - 2004: für die Single I Don’t Wanna Know - 2011: für die Single Coming Home - 2022: für das Lied Summertime - 2023: für die Single Unfoolish - Niederlande - 1997: für das Album No Way Out - Norwegen - 2004: für die Single I Don’t Wanna Know - Österreich - 1997: für das Album No Way Out - 1998: für die Single Come with Me - Schweden - 1998: für das Album No Way Out - 1998: für die Single Come with Me - 2012: für die Autorenbeteiligung Talk That Talk (Rihanna) - Schweiz - 1998: für die Single Come with Me - 2002: für die Single I Need a Girl (Part One) - Spanien - 2024: für die Single I’ll Be Missing You - Vereinigte Staaten - 1995: für die Autorenbeteiligung Can’t You See (Total) - 1996: für die Autorenbeteiligung und Produktion Only You (112) - 1997: für die Produktion I’m Still in Love with You (New Edition) - 1997: für die Produktion Cold Rock a Party (MC Lyte) - 1998: für die Autorenbeteiligung und Produktion What You Want (Mase) - 1998: für die Autorenbeteiligung und Produktion Love Like This (Faith Evans) - 1998: für die Single Lookin’ at Me - 1998: für die Single Victory - 1999: für die Single Satisfy You - 2004: für die Single Shake Ya Tailfeather - 2005: für die Single Breathe, Stretch, Shake - 2006: für den Mastertone Nasty Girl - 2006: für das Album Press Play - 2008: für die Single Get Buck in Here - 2010: für die Single Hello Good Morning - 2016: für die Autorenbeteiligung I Just Wanna Love U (Give It To Me) (Jay-Z) - 2022: für die Single Nasty Girl - 2023: für das Lied Young Nigga - Vereinigtes Königreich - 1997: für das Album No Way Out - 2000: für das Album Forever - 2002: für das Album We Invented the Remix - 2007: für das Album Press Play - 2018: für die Autorenbeteiligung Be Faithful (Fatman Scoop) - 2021: für die Autorenbeteiligung Old Thing Back (Matoma & The Notorious B.I.G.) - 2021: für die Autorenbeteiligung All Eyes On You (Meek Mill) | - Australien - 2003: für die Single Shake Ya Tailfeather - 2003: für die Single Bump, Bump, Bump - 2004: für die Single I Don’t Wanna Know - 2004: für die Autorenbeteiligung Be Faithful (Fatman Scoop) - 2019: für die Autorenbeteiligung und Produktion Honey (Mariah Carey) - Belgien - 1998: für die Single Come with Me - Dänemark - 2015: für die Autorenbeteiligung Old Thing Back (Matoma & The Notorious B.I.G.) - 2023: für die Autorenbeteiligung Loyal (Chris Brown) - Deutschland - 1998: für die Single Come with Me - 2018: für die Single Coming Home - 2023: für die Autorenbeteiligung Loyal (Chris Brown) - Europa - 1998: für das Album No Way Out - Italien - 2024: für die Single I’ll Be Missing You - Japan - 1998: für das Album No Way Out - Kanada - 1997: für die Single I’ll Be Missing You - Neuseeland - 1997: für die Produktion Cold Rock a Party (MC Lyte) - 1998: für die Single Been Around the World - 2022: für die Single Bump, Bump, Bump - 2022: für die Single Nasty Girl - Norwegen - 1997: für die Single I’ll Be Missing You - 2015: für die Autorenbeteiligung Old Thing Back (Matoma & The Notorious B.I.G.) - Schweden - 2015: für die Autorenbeteiligung Old Thing Back (Matoma & The Notorious B.I.G.) - Schweiz - 2001: für das Album No Way Out - 2011: für die Single Coming Home - Vereinigte Staaten - 1995: für die Autorenbeteiligung und Produktion One More Chance (The Notorious B.I.G.) - 1997: für die Autorenbeteiligung und Produktion Hypnotize (The Notorious B.I.G.) - 1997: für die Single Mo Money Mo Problems - 1997: für die Single Been Around the World - 1998: für die Single Come with Me - 1999: für das Album Forever - 2002: für das Album We Invented the Remix - 2004: für die Produktion Not Today (Mary J. Blige) - 2015: für die Autorenbeteiligung Talk That Talk (Rihanna) - 2020: für die Autorenbeteiligung Touchin, Lovin (Trey Songz) - 2020: für die Autorenbeteiligung und Produktion All Day (Kanye West) - 2022: für die Autorenbeteiligung Old Thing Back (Matoma & The Notorious B.I.G.) - 2024: für die Single I Don’t Wanna Know - Vereinigtes Königreich - 2019: für die Single Nasty Girl - 2021: für die Single Mo Money Mo Problems - 2022: für die Single Coming Home | - Australien - 1997: für die Single I’ll Be Missing You - Niederlande - 1997: für die Single I’ll Be Missing You - Österreich - 1997: für die Single I’ll Be Missing You - Schweiz - 1998: für die Single I’ll Be Missing You - Vereinigte Staaten - 1997: für die Single Can’t Nobody Hold Me Down - 2011: für die Single Coming Home - 2017: für die Autorenbeteiligung All Eyes On You (Meek Mill) - 2022: für die Autorenbeteiligung und Produktion Honey (Mariah Carey) - Vereinigtes Königreich - 2021: für die Autorenbeteiligung Loyal (Chris Brown) - 2022: für die Autorenbeteiligung Juicy (The Notorious B.I.G.) - 2022: für die Autorenbeteiligung und Produktion Hypnotize (The Notorious B.I.G.) - Australien - 2019: für die Autorenbeteiligung Loyal (Chris Brown) - Deutschland - 1999: für die Single I’ll Be Missing You - Neuseeland - 2023: für die Single Mo Money Mo Problems - 2023: für die Single I’ll Be Missing You - Schweden - 1997: für die Single I’ll Be Missing You - Vereinigte Staaten - 1997: für die Single I’ll Be Missing You - Belgien - 1997: für die Single I’ll Be Missing You - Vereinigtes Königreich - 2023: für die Single I’ll Be Missing You - Australien - 2022: für die Single Coming Home - Neuseeland - 2023: für die Autorenbeteiligung und Produktion Hypnotize (The Notorious B.I.G.) - Kanada - 1999: für das Album No Way Out - Vereinigte Staaten - 2022: für die Autorenbeteiligung Juicy (The Notorious B.I.G.) - 2023: für die Autorenbeteiligung Loyal (Chris Brown) - Vereinigte Staaten - 2000: für das Album No Way Out |

## Auszeichnungen nach Alben

### No Way Out
| Land/Region                  | Auszeichnungen für Musikverkäufe (Land/Region, Auszeichnung, Verkäufe) | Verkäufe  |
| ---------------------------- | ---------------------------------------------------------------------- | --------- |
| Australien (ARIA)            | Gold                                                                   | 35.000    |
| Belgien (BRMA)               | Gold                                                                   | 25.000    |
| Europa (IFPI)                | Platin                                                                 | 1.000.000 |
| Frankreich (SNEP)            | Gold                                                                   | (100.000) |
| Japan (RIAJ)                 | Platin                                                                 | 200.000   |
| Kanada (MC)                  | 6× Platin                                                              | 600.000   |
| Neuseeland (RMNZ)            | Gold                                                                   | 7.500     |
| Niederlande (NVPI)           | Gold                                                                   | 50.000    |
| Österreich (IFPI)            | Gold                                                                   | (25.000)  |
| Schweden (IFPI)              | Gold                                                                   | (40.000)  |
| Schweiz (IFPI)               | Platin                                                                 | (40.000)  |
| Vereinigte Staaten (RIAA)    | 7× Platin                                                              | 7.000.000 |
| Vereinigtes Königreich (BPI) | Gold                                                                   | (100.000) |
| Insgesamt                    | 8× Gold · 16× Platin ·                                                 | 8.892.500 |

### Forever
| Land/Region                  | Auszeichnungen für Musikverkäufe (Land/Region, Auszeichnung, Verkäufe) | Verkäufe  |
| ---------------------------- | ---------------------------------------------------------------------- | --------- |
| Japan (RIAJ)                 | Gold                                                                   | 100.000   |
| Vereinigte Staaten (RIAA)    | Platin                                                                 | 1.000.000 |
| Vereinigtes Königreich (BPI) | Gold                                                                   | 100.000   |
| Insgesamt                    | 2× Gold · 1× Platin ·                                                  | 1.200.000 |

### The Saga Continues
| Land/Region                  | Auszeichnungen für Musikverkäufe (Land/Region, Auszeichnung, Verkäufe) | Verkäufe |
| ---------------------------- | ---------------------------------------------------------------------- | -------- |
| Kanada (MC)                  | Gold                                                                   | 50.000   |
| Vereinigtes Königreich (BPI) | Silber                                                                 | 60.000   |
| Insgesamt                    | 1× Silber · 1× Gold ·                                                  | 110.000  |

### We Invented the Remix
| Land/Region                  | Auszeichnungen für Musikverkäufe (Land/Region, Auszeichnung, Verkäufe) | Verkäufe  |
| ---------------------------- | ---------------------------------------------------------------------- | --------- |
| Vereinigte Staaten (RIAA)    | Platin                                                                 | 1.000.000 |
| Vereinigtes Königreich (BPI) | Gold                                                                   | 100.000   |
| Insgesamt                    | 1× Gold · 1× Platin ·                                                  | 1.100.000 |

### Press Play
| Land/Region                  | Auszeichnungen für Musikverkäufe (Land/Region, Auszeichnung, Verkäufe) | Verkäufe |
| ---------------------------- | ---------------------------------------------------------------------- | -------- |
| Frankreich (SNEP)            | Gold                                                                   | 75.000   |
| Vereinigte Staaten (RIAA)    | Gold                                                                   | 500.000  |
| Vereinigtes Königreich (BPI) | Gold                                                                   | 100.000  |
| Insgesamt                    | 3× Gold ·                                                              | 675.000  |

## Auszeichnungen nach Singles

### Can’t Nobody Hold Me Down
| Land/Region               | Auszeichnungen für Musikverkäufe (Land/Region, Auszeichnung, Verkäufe) | Verkäufe  |
| ------------------------- | ---------------------------------------------------------------------- | --------- |
| Vereinigte Staaten (RIAA) | 2× Platin                                                              | 2.000.000 |
| Insgesamt                 | 2× Platin ·                                                            | 2.000.000 |

### I’ll Be Missing You
| Land/Region                  | Auszeichnungen für Musikverkäufe (Land/Region, Auszeichnung, Verkäufe) | Verkäufe  |
| ---------------------------- | ---------------------------------------------------------------------- | --------- |
| Australien (ARIA)            | 2× Platin                                                              | 140.000   |
| Belgien (BRMA)               | 4× Platin                                                              | 200.000   |
| Dänemark (IFPI)              | Gold                                                                   | 45.000    |
| Deutschland (BVMI)           | 3× Platin                                                              | 1.500.000 |
| Frankreich (SNEP)            | Gold                                                                   | 250.000   |
| Italien (FIMI)               | Platin                                                                 | 100.000   |
| Kanada (MC)                  | Platin                                                                 | 100.000   |
| Neuseeland (RMNZ)            | 3× Platin                                                              | 90.000    |
| Niederlande (NVPI)           | 2× Platin                                                              | 150.000   |
| Norwegen (IFPI)              | Platin                                                                 | 20.000    |
| Österreich (IFPI)            | 2× Platin                                                              | 100.000   |
| Schweden (IFPI)              | 3× Platin                                                              | 90.000    |
| Schweiz (IFPI)               | 2× Platin                                                              | 100.000   |
| Spanien (Promusicae)         | Gold                                                                   | 30.000    |
| Vereinigte Staaten (RIAA)    | 3× Platin                                                              | 3.000.000 |
| Vereinigtes Königreich (BPI) | 4× Platin                                                              | 2.400.000 |
| Insgesamt                    | 3× Gold · 31× Platin ·                                                 | 8.315.000 |

### Mo Money Mo Problems
| Land/Region                  | Auszeichnungen für Musikverkäufe (Land/Region, Auszeichnung, Verkäufe) | Verkäufe  |
| ---------------------------- | ---------------------------------------------------------------------- | --------- |
| Australien (ARIA)            | Gold                                                                   | 35.000    |
| Neuseeland (RMNZ)            | 3× Platin                                                              | 90.000    |
| Vereinigte Staaten (RIAA)    | Platin                                                                 | 1.000.000 |
| Vereinigtes Königreich (BPI) | Platin                                                                 | 600.000   |
| Insgesamt                    | 1× Gold · 5× Platin ·                                                  | 1.725.000 |

### Been Around the World
| Land/Region               | Auszeichnungen für Musikverkäufe (Land/Region, Auszeichnung, Verkäufe) | Verkäufe  |
| ------------------------- | ---------------------------------------------------------------------- | --------- |
| Neuseeland (RMNZ)         | Platin                                                                 | 10.000    |
| Vereinigte Staaten (RIAA) | Platin                                                                 | 1.000.000 |
| Insgesamt                 | 2× Platin ·                                                            | 1.010.000 |

### Victory
| Land/Region               | Auszeichnungen für Musikverkäufe (Land/Region, Auszeichnung, Verkäufe) | Verkäufe |
| ------------------------- | ---------------------------------------------------------------------- | -------- |
| Vereinigte Staaten (RIAA) | Gold                                                                   | 500.000  |
| Insgesamt                 | 1× Gold ·                                                              | 500.000  |

### Lookin’ at Me
| Land/Region               | Auszeichnungen für Musikverkäufe (Land/Region, Auszeichnung, Verkäufe) | Verkäufe |
| ------------------------- | ---------------------------------------------------------------------- | -------- |
| Vereinigte Staaten (RIAA) | Gold                                                                   | 500.000  |
| Insgesamt                 | 1× Gold ·                                                              | 500.000  |

### Come with Me
| Land/Region                  | Auszeichnungen für Musikverkäufe (Land/Region, Auszeichnung, Verkäufe) | Verkäufe  |
| ---------------------------- | ---------------------------------------------------------------------- | --------- |
| Australien (ARIA)            | Gold                                                                   | 35.000    |
| Belgien (BRMA)               | Platin                                                                 | 50.000    |
| Deutschland (BVMI)           | Platin                                                                 | 500.000   |
| Frankreich (SNEP)            | Silber                                                                 | 125.000   |
| Neuseeland (RMNZ)            | Gold                                                                   | 5.000     |
| Österreich (IFPI)            | Gold                                                                   | 25.000    |
| Schweden (IFPI)              | Gold                                                                   | 15.000    |
| Schweiz (IFPI)               | Gold                                                                   | 25.000    |
| Vereinigte Staaten (RIAA)    | Platin                                                                 | 1.000.000 |
| Vereinigtes Königreich (BPI) | Silber                                                                 | 200.000   |
| Insgesamt                    | 2× Silber · 5× Gold · 3× Platin ·                                      | 1.980.000 |

### Satisfy You
| Land/Region                  | Auszeichnungen für Musikverkäufe (Land/Region, Auszeichnung, Verkäufe) | Verkäufe |
| ---------------------------- | ---------------------------------------------------------------------- | -------- |
| Belgien (BRMA)               | Gold                                                                   | 25.000   |
| Deutschland (BVMI)           | Gold                                                                   | 250.000  |
| Vereinigte Staaten (RIAA)    | Gold                                                                   | 500.000  |
| Vereinigtes Königreich (BPI) | Silber                                                                 | 200.000  |
| Insgesamt                    | 1× Silber · 3× Gold ·                                                  | 975.000  |

### Bad Boy for Life
| Land/Region                  | Auszeichnungen für Musikverkäufe (Land/Region, Auszeichnung, Verkäufe) | Verkäufe |
| ---------------------------- | ---------------------------------------------------------------------- | -------- |
| Vereinigtes Königreich (BPI) | Silber                                                                 | 200.000  |
| Insgesamt                    | 1× Silber ·                                                            | 200.000  |

### I Need a Girl (Part One)
| Land/Region       | Auszeichnungen für Musikverkäufe (Land/Region, Auszeichnung, Verkäufe) | Verkäufe |
| ----------------- | ---------------------------------------------------------------------- | -------- |
| Australien (ARIA) | Gold                                                                   | 35.000   |
| Neuseeland (RMNZ) | Gold                                                                   | 5.000    |
| Schweiz (IFPI)    | Gold                                                                   | 25.000   |
| Insgesamt         | 3× Gold ·                                                              | 65.000   |

### I Need a Girl (Part Two)
| Land/Region                  | Auszeichnungen für Musikverkäufe (Land/Region, Auszeichnung, Verkäufe) | Verkäufe |
| ---------------------------- | ---------------------------------------------------------------------- | -------- |
| Vereinigtes Königreich (BPI) | Silber                                                                 | 200.000  |
| Insgesamt                    | 1× Silber ·                                                            | 200.000  |

### Unfoolish
| Land/Region                  | Auszeichnungen für Musikverkäufe (Land/Region, Auszeichnung, Verkäufe) | Verkäufe |
| ---------------------------- | ---------------------------------------------------------------------- | -------- |
| Neuseeland (RMNZ)            | Gold                                                                   | 15.000   |
| Vereinigtes Königreich (BPI) | Silber                                                                 | 200.000  |
| Insgesamt                    | 1× Silber · 1× Gold ·                                                  | 215.000  |

### Bump, Bump, Bump
| Land/Region                  | Auszeichnungen für Musikverkäufe (Land/Region, Auszeichnung, Verkäufe) | Verkäufe |
| ---------------------------- | ---------------------------------------------------------------------- | -------- |
| Australien (ARIA)            | Platin                                                                 | 70.000   |
| Deutschland (BVMI)           | Gold                                                                   | 250.000  |
| Frankreich (SNEP)            | Silber                                                                 | 125.000  |
| Neuseeland (RMNZ)            | Platin                                                                 | 30.000   |
| Vereinigtes Königreich (BPI) | Silber                                                                 | 200.000  |
| Insgesamt                    | 2× Silber · 1× Gold · 2× Platin ·                                      | 675.000  |

### Shake Ya Tailfeather
| Land/Region               | Auszeichnungen für Musikverkäufe (Land/Region, Auszeichnung, Verkäufe) | Verkäufe |
| ------------------------- | ---------------------------------------------------------------------- | -------- |
| Australien (ARIA)         | Platin                                                                 | 70.000   |
| Neuseeland (RMNZ)         | Gold                                                                   | 5.000    |
| Vereinigte Staaten (RIAA) | Gold                                                                   | 500.000  |
| Insgesamt                 | 2× Gold · 1× Platin ·                                                  | 575.000  |

### I Don’t Wanna Know
| Land/Region                  | Auszeichnungen für Musikverkäufe (Land/Region, Auszeichnung, Verkäufe) | Verkäufe  |
| ---------------------------- | ---------------------------------------------------------------------- | --------- |
| Australien (ARIA)            | Platin                                                                 | 70.000    |
| Belgien (BRMA)               | Gold                                                                   | 25.000    |
| Deutschland (BVMI)           | Gold                                                                   | 150.000   |
| Neuseeland (RMNZ)            | Gold                                                                   | 5.000     |
| Norwegen (IFPI)              | Gold                                                                   | 5.000     |
| Vereinigte Staaten (RIAA)    | Platin                                                                 | 1.000.000 |
| Vereinigtes Königreich (BPI) | Silber (Physisch) · + Silber (Digital)                                 | 400.000   |
| Insgesamt                    | 2× Silber · 4× Gold · 2× Platin ·                                      | 1.655.000 |

### Breathe, Stretch, Shake
| Land/Region               | Auszeichnungen für Musikverkäufe (Land/Region, Auszeichnung, Verkäufe) | Verkäufe |
| ------------------------- | ---------------------------------------------------------------------- | -------- |
| Vereinigte Staaten (RIAA) | Gold                                                                   | 500.000  |
| Insgesamt                 | 1× Gold ·                                                              | 500.000  |

### Nasty Girl
| Land/Region                  | Auszeichnungen für Musikverkäufe (Land/Region, Auszeichnung, Verkäufe) | Verkäufe  |
| ---------------------------- | ---------------------------------------------------------------------- | --------- |
| Neuseeland (RMNZ)            | Platin                                                                 | 30.000    |
| Vereinigte Staaten (RIAA)    | Gold · + Gold (Mastertone)                                             | 1.000.000 |
| Vereinigtes Königreich (BPI) | Platin                                                                 | 600.000   |
| Insgesamt                    | 2× Gold · 2× Platin ·                                                  | 1.630.000 |

### Come to Me
| Land/Region                  | Auszeichnungen für Musikverkäufe (Land/Region, Auszeichnung, Verkäufe) | Verkäufe |
| ---------------------------- | ---------------------------------------------------------------------- | -------- |
| Deutschland (BVMI)           | Gold                                                                   | 150.000  |
| Vereinigtes Königreich (BPI) | Silber                                                                 | 200.000  |
| Insgesamt                    | 1× Silber · 1× Gold ·                                                  | 350.000  |

### Tell Me
| Land/Region                  | Auszeichnungen für Musikverkäufe (Land/Region, Auszeichnung, Verkäufe) | Verkäufe |
| ---------------------------- | ---------------------------------------------------------------------- | -------- |
| Vereinigtes Königreich (BPI) | Silber                                                                 | 200.000  |
| Insgesamt                    | 1× Silber ·                                                            | 200.000  |

### Last Night
| Land/Region                  | Auszeichnungen für Musikverkäufe (Land/Region, Auszeichnung, Verkäufe) | Verkäufe |
| ---------------------------- | ---------------------------------------------------------------------- | -------- |
| Brasilien (PMB)              | Gold                                                                   | 30.000   |
| Vereinigtes Königreich (BPI) | Silber                                                                 | 200.000  |
| Insgesamt                    | 1× Silber · 1× Gold ·                                                  | 230.000  |

### Get Buck in Here
| Land/Region               | Auszeichnungen für Musikverkäufe (Land/Region, Auszeichnung, Verkäufe) | Verkäufe |
| ------------------------- | ---------------------------------------------------------------------- | -------- |
| Vereinigte Staaten (RIAA) | Gold                                                                   | 500.000  |
| Insgesamt                 | 1× Gold ·                                                              | 500.000  |

### Hello Good Morning
| Land/Region               | Auszeichnungen für Musikverkäufe (Land/Region, Auszeichnung, Verkäufe) | Verkäufe |
| ------------------------- | ---------------------------------------------------------------------- | -------- |
| Vereinigte Staaten (RIAA) | Gold                                                                   | 500.000  |
| Insgesamt                 | 1× Gold ·                                                              | 500.000  |

### Coming Home
| Land/Region                  | Auszeichnungen für Musikverkäufe (Land/Region, Auszeichnung, Verkäufe) | Verkäufe  |
| ---------------------------- | ---------------------------------------------------------------------- | --------- |
| Australien (ARIA)            | 5× Platin                                                              | 350.000   |
| Brasilien (PMB)              | Gold                                                                   | 30.000    |
| Dänemark (IFPI)              | Gold                                                                   | 45.000    |
| Deutschland (BVMI)           | Platin                                                                 | 300.000   |
| Frankreich (SNEP)            | —                                                                      | 90.300    |
| Neuseeland (RMNZ)            | Gold                                                                   | 7.500     |
| Schweiz (IFPI)               | Platin                                                                 | 30.000    |
| Vereinigte Staaten (RIAA)    | 2× Platin                                                              | 2.000.000 |
| Vereinigtes Königreich (BPI) | Platin                                                                 | 600.000   |
| Insgesamt                    | 3× Gold · 10× Platin ·                                                 | 3.452.800 |

## Auszeichnungen nach Liedern

### I Need a Girl (To Bella)
| Land/Region                  | Auszeichnungen für Musikverkäufe (Land/Region, Auszeichnung, Verkäufe) | Verkäufe |
| ---------------------------- | ---------------------------------------------------------------------- | -------- |
| Vereinigtes Königreich (BPI) | Silber                                                                 | 200.000  |
| Insgesamt                    | 1× Silber ·                                                            | 200.000  |

### Summertime
| Land/Region       | Auszeichnungen für Musikverkäufe (Land/Region, Auszeichnung, Verkäufe) | Verkäufe |
| ----------------- | ---------------------------------------------------------------------- | -------- |
| Neuseeland (RMNZ) | Gold                                                                   | 15.000   |
| Insgesamt         | 1× Gold ·                                                              | 15.000   |

### Young Nigga
| Land/Region               | Auszeichnungen für Musikverkäufe (Land/Region, Auszeichnung, Verkäufe) | Verkäufe |
| ------------------------- | ---------------------------------------------------------------------- | -------- |
| Vereinigte Staaten (RIAA) | Gold                                                                   | 500.000  |
| Insgesamt                 | 1× Gold ·                                                              | 500.000  |

## Auszeichnungen nach Autorenbeteiligungen und Produktionen

### Juicy(The Notorious B.I.G.)
| Land/Region                  | Auszeichnungen für Musikverkäufe (Land/Region, Auszeichnung, Verkäufe) | Verkäufe  |
| ---------------------------- | ---------------------------------------------------------------------- | --------- |
| Dänemark (IFPI)              | Gold                                                                   | 45.000    |
| Italien (FIMI)               | Gold                                                                   | 50.000    |
| Vereinigte Staaten (RIAA)    | 6× Platin                                                              | 6.000.000 |
| Vereinigtes Königreich (BPI) | 2× Platin                                                              | 1.200.000 |
| Insgesamt                    | 2× Gold · 8× Platin ·                                                  | 7.295.000 |

### Can’t You See (Total)
| Land/Region               | Auszeichnungen für Musikverkäufe (Land/Region, Auszeichnung, Verkäufe) | Verkäufe |
| ------------------------- | ---------------------------------------------------------------------- | -------- |
| Vereinigte Staaten (RIAA) | Gold                                                                   | 500.000  |
| Insgesamt                 | 1× Gold ·                                                              | 500.000  |

### One More Chance (The Notorious B.I.G.)
| Land/Region                  | Auszeichnungen für Musikverkäufe (Land/Region, Auszeichnung, Verkäufe) | Verkäufe  |
| ---------------------------- | ---------------------------------------------------------------------- | --------- |
| Vereinigte Staaten (RIAA)    | Platin                                                                 | 1.000.000 |
| Vereinigtes Königreich (BPI) | Silber                                                                 | 200.000   |
| Insgesamt                    | 1× Silber · 1× Platin ·                                                | 1.200.000 |

### Only You (112)
| Land/Region                  | Auszeichnungen für Musikverkäufe (Land/Region, Auszeichnung, Verkäufe) | Verkäufe |
| ---------------------------- | ---------------------------------------------------------------------- | -------- |
| Vereinigte Staaten (RIAA)    | Gold                                                                   | 500.000  |
| Vereinigtes Königreich (BPI) | Silber                                                                 | 200.000  |
| Insgesamt                    | 1× Silber · 1× Gold ·                                                  | 700.000  |

### I’m Still in Love with You (New Edition)
| Land/Region               | Auszeichnungen für Musikverkäufe (Land/Region, Auszeichnung, Verkäufe) | Verkäufe |
| ------------------------- | ---------------------------------------------------------------------- | -------- |
| Vereinigte Staaten (RIAA) | Gold                                                                   | 500.000  |
| Insgesamt                 | 1× Gold ·                                                              | 500.000  |

### Cold Rock a Party (MC Lyte)
| Land/Region               | Auszeichnungen für Musikverkäufe (Land/Region, Auszeichnung, Verkäufe) | Verkäufe |
| ------------------------- | ---------------------------------------------------------------------- | -------- |
| Neuseeland (RMNZ)         | Platin                                                                 | 10.000   |
| Vereinigte Staaten (RIAA) | Gold                                                                   | 500.000  |
| Insgesamt                 | 1× Gold · 1× Platin ·                                                  | 510.000  |

### Hypnotize(The Notorious B.I.G.)
| Land/Region                  | Auszeichnungen für Musikverkäufe (Land/Region, Auszeichnung, Verkäufe) | Verkäufe  |
| ---------------------------- | ---------------------------------------------------------------------- | --------- |
| Dänemark (IFPI)              | Gold                                                                   | 45.000    |
| Italien (FIMI)               | Gold                                                                   | 35.000    |
| Neuseeland (RMNZ)            | 5× Platin                                                              | 150.000   |
| Vereinigte Staaten (RIAA)    | Platin                                                                 | 1.000.000 |
| Vereinigtes Königreich (BPI) | 2× Platin                                                              | 1.200.000 |
| Insgesamt                    | 2× Gold · 8× Platin ·                                                  | 2.430.000 |

### Honey(Mariah Carey)
| Land/Region                  | Auszeichnungen für Musikverkäufe (Land/Region, Auszeichnung, Verkäufe) | Verkäufe  |
| ---------------------------- | ---------------------------------------------------------------------- | --------- |
| Australien (ARIA)            | Platin                                                                 | 70.000    |
| Japan (RIAJ)                 | Gold                                                                   | 50.000    |
| Kanada (MC)                  | Gold                                                                   | 40.000    |
| Neuseeland (RMNZ)            | Gold                                                                   | 5.000     |
| Vereinigte Staaten (RIAA)    | 2× Platin                                                              | 2.000.000 |
| Vereinigtes Königreich (BPI) | Silber                                                                 | 200.000   |
| Insgesamt                    | 1× Silber · 3× Gold · 3× Platin ·                                      | 2.365.000 |

### What You Want (Mase)
| Land/Region                  | Auszeichnungen für Musikverkäufe (Land/Region, Auszeichnung, Verkäufe) | Verkäufe |
| ---------------------------- | ---------------------------------------------------------------------- | -------- |
| Neuseeland (RMNZ)            | Gold                                                                   | 5.000    |
| Vereinigte Staaten (RIAA)    | Gold                                                                   | 500.000  |
| Vereinigtes Königreich (BPI) | Silber                                                                 | 200.000  |
| Insgesamt                    | 1× Silber · 2× Gold ·                                                  | 705.000  |

### Love Like This (Faith Evans)
| Land/Region                  | Auszeichnungen für Musikverkäufe (Land/Region, Auszeichnung, Verkäufe) | Verkäufe |
| ---------------------------- | ---------------------------------------------------------------------- | -------- |
| Vereinigte Staaten (RIAA)    | Gold                                                                   | 500.000  |
| Vereinigtes Königreich (BPI) | Silber                                                                 | 200.000  |
| Insgesamt                    | 1× Silber · 1× Gold ·                                                  | 700.000  |

### Feelin’ So Good (Jennifer Lopez)
| Land/Region       | Auszeichnungen für Musikverkäufe (Land/Region, Auszeichnung, Verkäufe) | Verkäufe |
| ----------------- | ---------------------------------------------------------------------- | -------- |
| Australien (ARIA) | Gold                                                                   | 35.000   |
| Insgesamt         | 1× Gold ·                                                              | 35.000   |

### I Just Wanna Love U (Give It To Me) (Jay-Z)
| Land/Region               | Auszeichnungen für Musikverkäufe (Land/Region, Auszeichnung, Verkäufe) | Verkäufe |
| ------------------------- | ---------------------------------------------------------------------- | -------- |
| Vereinigte Staaten (RIAA) | Gold                                                                   | 500.000  |
| Insgesamt                 | 1× Gold ·                                                              | 500.000  |

### Be Faithful (Fatman Scoop)
| Land/Region                  | Auszeichnungen für Musikverkäufe (Land/Region, Auszeichnung, Verkäufe) | Verkäufe |
| ---------------------------- | ---------------------------------------------------------------------- | -------- |
| Australien (ARIA)            | Platin                                                                 | 70.000   |
| Vereinigtes Königreich (BPI) | Gold                                                                   | 400.000  |
| Insgesamt                    | 1× Gold · 1× Platin ·                                                  | 470.000  |

### Not Today (Mary J. Blige)
| Land/Region               | Auszeichnungen für Musikverkäufe (Land/Region, Auszeichnung, Verkäufe) | Verkäufe  |
| ------------------------- | ---------------------------------------------------------------------- | --------- |
| Vereinigte Staaten (RIAA) | Platin                                                                 | 1.000.000 |
| Insgesamt                 | 1× Platin ·                                                            | 1.000.000 |

### Talk That Talk(Rihanna)
| Land/Region                  | Auszeichnungen für Musikverkäufe (Land/Region, Auszeichnung, Verkäufe) | Verkäufe  |
| ---------------------------- | ---------------------------------------------------------------------- | --------- |
| Australien (ARIA)            | Gold                                                                   | 35.000    |
| Schweden (IFPI)              | Gold                                                                   | 20.000    |
| Vereinigte Staaten (RIAA)    | Platin                                                                 | 1.000.000 |
| Vereinigtes Königreich (BPI) | Silber                                                                 | 200.000   |
| Insgesamt                    | 1× Silber · 2× Gold · 1× Platin ·                                      | 1.255.000 |

### Touchin, Lovin (Trey Songz)
| Land/Region                  | Auszeichnungen für Musikverkäufe (Land/Region, Auszeichnung, Verkäufe) | Verkäufe  |
| ---------------------------- | ---------------------------------------------------------------------- | --------- |
| Vereinigte Staaten (RIAA)    | Platin                                                                 | 1.000.000 |
| Vereinigtes Königreich (BPI) | Silber                                                                 | 200.000   |
| Insgesamt                    | 1× Silber · 1× Platin ·                                                | 1.200.000 |

### Loyal (Chris Brown)
| Land/Region                  | Auszeichnungen für Musikverkäufe (Land/Region, Auszeichnung, Verkäufe) | Verkäufe  |
| ---------------------------- | ---------------------------------------------------------------------- | --------- |
| Australien (ARIA)            | 3× Platin                                                              | 210.000   |
| Dänemark (IFPI)              | Platin                                                                 | 90.000    |
| Deutschland (BVMI)           | Platin                                                                 | 300.000   |
| Vereinigte Staaten (RIAA)    | 6× Platin                                                              | 6.000.000 |
| Vereinigtes Königreich (BPI) | 2× Platin                                                              | 1.200.000 |
| Insgesamt                    | 13× Platin ·                                                           | 7.800.000 |

### Old Thing Back (Matoma& The Notorious B.I.G.)
| Land/Region                  | Auszeichnungen für Musikverkäufe (Land/Region, Auszeichnung, Verkäufe) | Verkäufe  |
| ---------------------------- | ---------------------------------------------------------------------- | --------- |
| Dänemark (IFPI)              | Platin                                                                 | 60.000    |
| Italien (FIMI)               | Gold                                                                   | 25.000    |
| Kanada (MC)                  | Gold                                                                   | 40.000    |
| Norwegen (IFPI)              | Platin                                                                 | 40.000    |
| Schweden (IFPI)              | Platin                                                                 | 40.000    |
| Vereinigte Staaten (RIAA)    | Platin                                                                 | 1.000.000 |
| Vereinigtes Königreich (BPI) | Gold                                                                   | 400.000   |
| Insgesamt                    | 3× Gold · 4× Platin ·                                                  | 1.605.000 |

### All Day (Kanye West)
| Land/Region                  | Auszeichnungen für Musikverkäufe (Land/Region, Auszeichnung, Verkäufe) | Verkäufe  |
| ---------------------------- | ---------------------------------------------------------------------- | --------- |
| Vereinigte Staaten (RIAA)    | Platin                                                                 | 1.000.000 |
| Vereinigtes Königreich (BPI) | Silber                                                                 | 200.000   |
| Insgesamt                    | 1× Silber · 1× Platin ·                                                | 1.200.000 |

### All Eyes On You (Meek Mill)
| Land/Region                  | Auszeichnungen für Musikverkäufe (Land/Region, Auszeichnung, Verkäufe) | Verkäufe  |
| ---------------------------- | ---------------------------------------------------------------------- | --------- |
| Dänemark (IFPI)              | Gold                                                                   | 45.000    |
| Vereinigte Staaten (RIAA)    | 2× Platin                                                              | 2.000.000 |
| Vereinigtes Königreich (BPI) | Gold                                                                   | 400.000   |
| Insgesamt                    | 2× Gold · 2× Platin ·                                                  | 2.445.000 |

## Statistik und Quellen
| Land/RegionAuszeichnungen für Musikverkäufe (Land/Region, Auszeichnungen, Verkäufe, Quellen) | Silber       | Gold       | Platin         | Verkäufe    | Quellen                       |
| -------------------------------------------------------------------------------------------- | ------------ | ---------- | -------------- | ----------- | ----------------------------- |
| Australien (ARIA)                                                                            | —            | 6× Gold6   | 15× Platin15   | 1.260.000   | aria.com.au                   |
| Belgien (BRMA)                                                                               | —            | 3× Gold3   | 5× Platin5     | 325.000     | ultratop.be                   |
| Brasilien (PMB)                                                                              | —            | 2× Gold2   | —              | 60.000      | pro-musicabr.org.br           |
| Dänemark (IFPI)                                                                              | —            | 5× Gold5   | 2× Platin2     | 375.000     | ifpi.dk                       |
| Deutschland (BVMI)                                                                           | —            | 4× Gold4   | 6× Platin6     | 3.400.000   | musikindustrie.de             |
| Europa (IFPI)                                                                                | —            | —          | Platin1        | (1.000.000) | ifpi.org                      |
| Frankreich (SNEP)                                                                            | 2× Silber2   | 3× Gold3   | —              | 765.300     | infodisc.fr                   |
| Italien (FIMI)                                                                               | —            | 3× Gold3   | Platin1        | 210.000     | fimi.it                       |
| Japan (RIAJ)                                                                                 | —            | 2× Gold2   | Platin1        | 350.000     | riaj.or.jp                    |
| Kanada (MC)                                                                                  | —            | 3× Gold3   | 7× Platin7     | 830.000     | musiccanada.com               |
| Neuseeland (RMNZ)                                                                            | —            | 10× Gold10 | 15× Platin15   | 485.000     | aotearoamusiccharts.co.nz NZ2 |
| Niederlande (NVPI)                                                                           | —            | Gold1      | 2× Platin2     | 200.000     | nvpi.nl                       |
| Norwegen (IFPI)                                                                              | —            | Gold1      | 2× Platin2     | 65.000      | ifpi.no NO2                   |
| Österreich (IFPI)                                                                            | —            | 2× Gold2   | 2× Platin2     | 150.000     | ifpi.at                       |
| Schweden (IFPI)                                                                              | —            | 3× Gold3   | 4× Platin4     | 205.000     | sverigetopplistan.se          |
| Schweiz (IFPI)                                                                               | —            | 2× Gold2   | 4× Platin4     | 220.000     | hitparade.ch                  |
| Spanien (Promusicae)                                                                         | —            | Gold1      | —              | 30.000      | elportaldemusica.es           |
| Vereinigte Staaten (RIAA)                                                                    | —            | 18× Gold18 | 43× Platin43   | 52.000.000  | riaa.com                      |
| Vereinigtes Königreich (BPI)                                                                 | 21× Silber21 | 7× Gold7   | 13× Platin13   | 13.460.000  | bpi.co.uk                     |
| Insgesamt                                                                                    | 23× Silber23 | 76× Gold76 | 123× Platin123 |             |                               |